# Lwowski Okręg Wojskowy
Lwowski Okręg Wojskowy (ros. Львовский военный округ) – radziecki okręg wojskowy

## Historia
Okręg został zorganizowany w maju 1944 roku na zajętych terenach zachodniej Ukrainy. Dowództwo okręgu początkowo znajdowało się w Równie (maj – lipiec 1944), a następnie od sierpnia 1944 roku we Lwowie.
Swoim zasięgiem objął obwody: wołyński, rówieński, tarnopolski, czerniowiecki, lwowski, drohobycki, stanisławowski i żytomierski. W czerwcu 1945 roku po utworzenie Karpackiego Okręgu Wojskowego okręg obejmował obwody: wołyński, rówieński, lwowski, drohobycki i żytomierski.
W latach 1944–1945 okręg zajmował się szkoleniem i formowaniem jednostek na potrzeby walczących wojsk oraz organizacją transportu jednostek z innych okręgów wojskowych na front. W jego skład wchodziły pułki i bataliony szkolne oraz ośrodki szkolenia wojsk.
W maju 1946 okręg został włączony do Karpackiego Okręgu Wojskowego.

## Dowódcy okręgu
- gen. lejtn. Ilia Smirnow (1944–1945)
- gen. płk Markian Popow (1945–1946)